# Itziar Sánchez-Guardamino
Itziar Sánchez-Guardamino Cantón (11 de diciembre de 1998) es una deportista española que compitió en natación sincronizada. Ganó dos medallas de plata en los Juegos Europeos de Bakú 2015, en las pruebas de equipo y combinación libre.

## Palmarés internacional
| Juegos Europeos | Juegos Europeos   | Juegos Europeos  | Juegos Europeos   |
| Año             | Lugar             | Medalla          | Prueba            |
| --------------- | ----------------- | ---------------- | ----------------- |
| 2015            | Bakú (Azerbaiyán) | Medalla de plata | Equipo            |
| 2015            | Bakú (Azerbaiyán) | Medalla de plata | Combinación libre |